# El corcel dorado

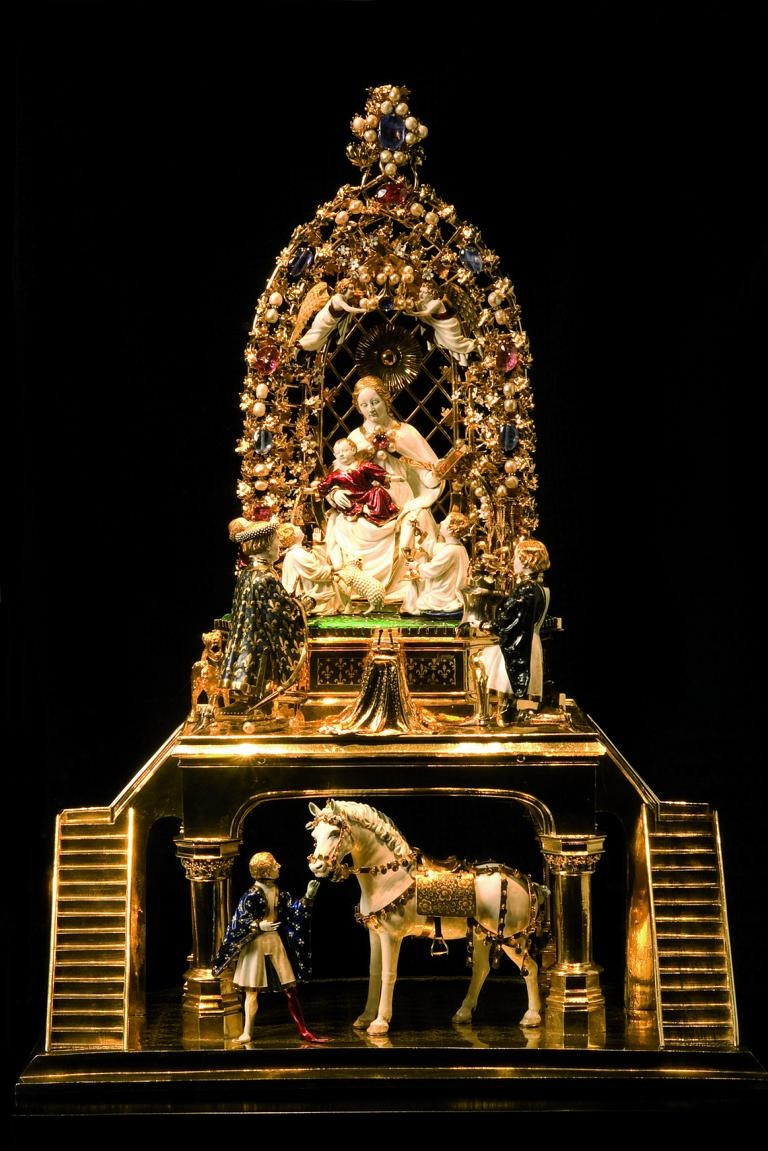

El corcel dorado (denominado usualmente Goldenes Rössl en idioma alemán y titulado en francés como La Vierge à l'Enfant en un jardín en manière de treilles -"La Virgen y el Niño en un jardín emparrado"-) es una obra maestra de la orfebrería parisina de comienzos del siglo XV, en el estilo denominado gótico internacional.
La pieza fue encargada por Isabel de Baviera-Ingolstadt para su esposo Carlos VI de Francia, y fue ofrecida al rey como regalo (cadeau d'étrennes) el día primero de enero de 1405. Unos meses más tarde el rey se la cede a su cuñado el duque Luis VII de Baviera-Ingolstadt, quien la donó a la iglesia de Santa María de Ingolstadt. En 1509 fue transferida al tesoro de la iglesia de San Felipe y Santiago de Altötting, donde aún permanece. Fue una de las piezas principales de la exposición temporal Paris 1400, les arts sous Charles VI (Louvre, 2004). 

## Descripción
Sus dimensiones son 62 cm de altura, 45 cm de anchura y 27 cm de profundidad. Posee una composición piramidal, de carácter religioso, centrada en una Virgen en majestad llevando sobre sus rodillas al Niño (tema denominado Madonna o Theotokos), desarrollando una progresión ascensional desde el mundo profano inferior hasta el mundo superior con motivos celestiales.
La escena principal se sitúa sobre una plataforma sostenida por cuatro gruesas columnas, a la que se accede por dos estrechas escaleras, formada cada una por dos tramos perpendiculares separados por un rellano. La Virgen, vestida con manto blanco con reverso de oro, se sienta sobre una silla curul situada sobre un estrado, todo bajo un cenador de frutas y flores representados con gran cantidad de zafiros, rubíes y perlas, y en la cual dos ángeles sostienen una corona. Ante María, a su mismo nivel, se arrodillan San Juan Bautista y San Juan Evangelista, este con un cáliz de oro y aquel con un cordero; Santa Catalina de Alejandría, vestida, como el Niño, con túnica roja, tiende una palma de oro a este, que estira el brazo para cogerla. Al pie del estrado, el rey Carlos VI, con armadura y cubierto de una corta hopalanda azul cubierta de flores de lis en oro, está arrodillado sobre un cojín ante un reclinatorio, de perfil al espectador. Su maréchal se encuentra en una postura similar, frente a él, del lado derecho, y porta su casco coronado. Todos los personajes de esta escena ponen su mirada en la Virgen y el Niño. En el nivel inferior, un palafrenero aproxima su mano a un caballo ricamente enjaezado, el que da nombre a la pieza.
La arquitectura está realizada en oro; los rostros de los personajes, sus vestiduras, el caballo y el cordero en oro esmaltado; las armaduras y algunos otros elementos, en plata. El esmalte blanco sobre altorrelieve de oro es característico de la orfebrería parisina de finales del siglo XIV y comienzos del XV, su época de apogeo. La riqueza de la representación y el realismo con el que se tratan personas y animales, son excepcionales.